# Denis Rodimine
Denis Rodimine, né le 11 juin 1974 à Moscou, est un scénariste, producteur et réalisateur soviétique puis russe.

## Biographie
En 1994, il a obtenu un diplôme en art de l'animation de l'école de cinématographie d'animation. En 2000, il a obtenu un diplôme en écriture de scénario à l'Institut national de la cinématographie (VGIK) (atelier de Yu. Arabov et N. Dubrovina).

## Filmographie sélective

### Scénariste
- 2000 : Triomphe (film, 2000) (ru)
- 2003 : Boumer de Peter Rouslov
- 2007 : La Cruauté (Жестокость) de Marina Lubakova
- 2012 : Sans âme (film, 2012) (en) de Roman Prygunov (it)
- 2013 : La Guerre de la princesse (Война принцессы) de Vladimir Alenikov
- 2018 : Le Pèlerin (Пилигрим) d'Aleksandr Barchak

### Réalisateur
- 2011 : Mère étrangère (Чужая мать, Chuzhaya mat). Avec Evguenia Dobrovolskaïa, Nikita Emchanov (ru)
- 2015 : L'Invité (Гость, Gost). Avec Arnas Fedaravicius (it), Alexander Mezentsev (ru), Paulina Pouchkarouk